# James Graham (8e duc de Montrose)
Pour les articles homonymes, voir James Graham.
James Graham, 8e duc de Montrose (né le 6 avril 1935), connu sous le nom de comte de Kincardine jusqu'en 1954 et marquis de Graham entre 1954 et 1992, est un pair héréditaire né en Rhodésie du Sud et un homme politique du Parti conservateur britannique.

## Famille
Le duc est né en Rhodésie du Sud, où son père, alors marquis de Graham, tente d'établir une ferme.
Le 31 janvier 1970, il épouse Catherine Elizabeth MacDonell Young (décédée le 29 octobre 2014), du Canada.
Ils ont trois enfants: 
- Hermione Elizabeth Graham (née le 20 juillet 1971), mariée en 1998 à Christopher John Thornhill 
  - John Graham Thornhill (né en 1998)
  - Grace Graham Thornhill (née en 1998)
- James Alexander Norman Graham, marquis de Graham (né le 16 août 1973), épouse en 2004 Cecilia Manfredi
- Ronald John Christopher Graham (né le 13 octobre 1975), marié le 24 septembre 2016 à Florence Mary Arbuthnott, à Kidderminster, Worcestershire, Angleterre

Le duc fréquente un pensionnat en Écosse, d'abord dans l'Aberdeenshire et ensuite à la Loretto School près d'Édimbourg.

### Politique et relations internationales
Le duc se considère comme un conservateur et prend son siège à la Chambre des lords à la mort de son père en 1992. Il est l'un des quatre ducs à être resté à la Chambre (sur les 24 ducs non royaux éligibles) à la suite de la House of Lords Act 1999, ayant été l'un des 90 pairs choisis ou élus par les autres siégeant. Les autres ducs de la chambre haute sont le duc de Somerset, qui remporte une élection partielle en décembre 2014, le duc de Wellington, qui remporte une élection partielle en septembre 2015, et le duc de Norfolk qui, en tant que Comte-maréchal et l'un des grands officiers d'État, n'a pas à se présenter aux élections.
Le duc de Montrose est ministre au Bureau pour l'Écosse dans le cabinet fantôme avant les élections générales de 2010. Il a également passé quelque temps en Chine à promouvoir les énergies renouvelables et les mesures environnementales, et il parle couramment le mandarin.